# استفانی فاراسی
استفانی فاراسی (به انگلیسی: Stephanie Faracy) (زاده ۱ ژانویهٔ ۱۹۵۲) بازیگر آمریکایی است.
از فیلم‌های معروف او می‌توان به بازی در فیلم هیچ‌کس این را نمی‌خواهد، منترونشن، قرار ملاقات دو ناشناس، مری و مارتا، شعبده‌بازی اشاره کرد.